# Ida Nilsson

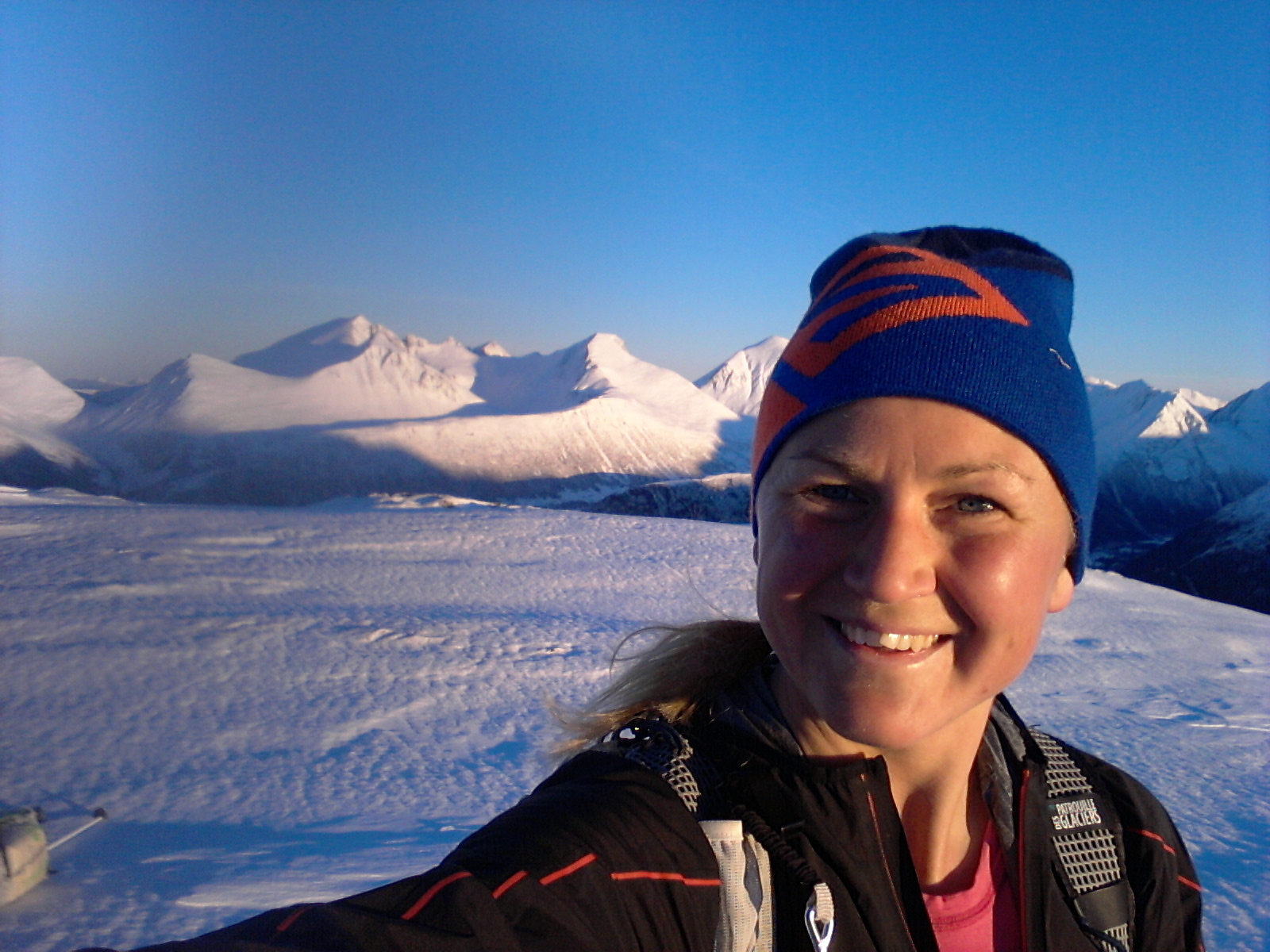
Ida Nilsson, 2016

Ida Nilsson (* 8. Februar 1981) ist eine schwedische Athletin spezialisiert auf Traillauf, Ultramarathon und Skibergsteigen. Zwischen 2003 und 2006 gewann sie insgesamt zehn Goldmedaillen bei schwedischen Meisterschaften in der Leichtathletik und im Crosslauf sowie zwei NCAA-Goldmedaillen. Nach einigen Jahren verletzungsbedingter Pause gewann Nilsson 2016 die schwedische Meisterschaft im Skibergsteigen und ein paar Monate später den Transvulcania-Ultramarathon.

## Leben
Nilsson stammt aus Kalmar in Südschweden, sie wuchs in einer sportlichen Familie auf. Von 2001 bis 2005 studierte Nilsson an der Northern Arizona University in Flagstaff, USA. Sie und ihre Schwester Johanna Nilsson liefen erfolgreich für das College-Team der Northern Arizona Lumberjacks. Nilsson gewann 2004 die NCAA-Meisterschaften im Freien über 3000 Meter Hindernislauf und 2005 die Hallenmeisterschaften über 5000 Meter. Beide Schwestern wurden in die Hall of Fame der Northern Arizona Lumberjacks aufgenommen.
Nilsson hat eine Ausbildung als Köchin, Wildnis- und Abenteuerführerin und Masseurin absolviert. Für ihren Lebensunterhalt betreibt sie ein kleines Unternehmen namens Running soul - Ida Nilsson, das laut der gleichnamigen Facebook-Seite „Massage, Sportmassage, Yogakurse, Workshops und Trainingslager für Läufer“ anbietet. Seit 2018 lebt Nilsson in der Gemeinde Rauma in der norwegischen Provinz Møre og Romsdal und verdient ihren Lebensunterhalt mit Skyrunning und Skibergsteigen.
Zusammen mit den Athletinnen Emelie Forsberg und Mimmi Kotka gründete Nilsson 2018 Moonvalley, einen Online-Shop für natürliche, vegane Energieriegel und -getränke.

## Leichtathletik und Crosslauf
Bei den Crosslauf-Europameisterschaften 2000 erreichte sie im Team mit ihrer Schwester Johanna und Mia Larsson den dritten Platz.
Zunächst war Nilsson schwedische Spitzenläuferin über 5000 Meter und 3000 Meter Hindernislauf. Sie nahm an den Weltmeisterschaften 2005 in Helsinki teil. Bei den Europameisterschaften 2006 in Göteborg belegte sie den siebten Platz im 3000-Meter-Hindernislauf, wo sie mit 9:39,24 min einen neuen schwedischen Landesrekord aufstellte, eine persönliche Bestleistung. Im Sommer 2006 lief Nilsson die 3000 Meter in 9:01,01 min, die schnellste Zeit einer schwedischen Athletin seit mehr als zehn Jahren. Nilssons persönliche Bestleistung über 5000 Meter liegt bei 15:33,18.
Nachdem sie das College in Arizona verlassen hatte, erlitt Nilsson eine Reihe von Verletzungen, darunter eine Stressfraktur in ihrem Hüftgelenk im Jahr 2009. Die Verletzung heilte bis zum Sommer 2013 nicht vollständig aus und Nilsson gab ihre Leichtathletikkarriere auf.

## Traillauf und Skibergsteigen
Nach vielen Jahren Verletzungspause konnte Nilsson 2013 endlich wieder mit dem Laufen beginnen. 2015 gewann sie den schwedischen Bergmarathon Fjällmaraton. Später im selben Jahr wurde sie bei ihrem Ultramarathon-Debüt Zweite beim 90-Kilometer-Ultravasan in Schweden. Anfang 2016 wurde sie schwedische Meisterin im Skibergsteigen beim Keb Classic (zusammen mit Jenny Råghall) und gewann den Trail-Ultramarathon Transvulcania auf den Kanarischen Inseln.
Nilsson, die während ihrer Leichtathletikkarriere nur selten Distanzen über 10 km lief, nahm nun an einer Reihe von längeren Rennen teil. 2016 und 2017 wurde sie schwedische Straßenlaufmeisterin in der Masters-Leichtathletikklasse für Frauen über 35 Jahre. Im Sommer 2016 gewann Nilsson den Marathon du Mont Blanc in Chamonix, Frankreich, und etablierte sich damit in der Weltelite.
Im Winter 2015–2016 lebte Nilsson in Chamonix, Frankreich, und trainierte Skibergsteigen mit Emelie Forsberg. Laut Nilsson war es Forsberg, die sie dazu inspirierte, sich mehr an Ultratrail zu wagen. Sie erreichte Topplatzierungen bei zahlreichen renommierten Trailrennen, u. a. im Rahmen der Skyrunner World Series.
2022 erreichte sie bei den Berglauf- und Trail-Weltmeisterschaften in Thailand auf der Ultra-Distanz über 80 km den 2. Platz hinter Blandine L’Hirondel.
Bei Laufwettbewerben tritt Nilsson für Högby IF in Schweden, Måndalen IL in Norwegen und Salomon Running international an. Beim Skibergsteigen gehört sie in Schweden dem Verein Fjällframfart an.

## Sportliche Erfolge (Auswahl)

### Traillauf und Ultramarathon
- 1. Platz Fjällmaraton 44 km 2015/2016 (Streckenrekord)/2017/2021/2022
- 2. Platz Ultravasan 90 km 2015/2018, 1. Platz 2017 (Streckenrekord)
- 1. Platz Transvulcania 73 km 2016/2017 (Streckenrekord)/2018[5]
- 1. Platz Marathon du Mont Blanc 42 km 2016, 2. Platz 2017/2018
- 1. Platz The Rut 50 km 2016
- 1. Platz The North Face Endurance Challenge 80 km 2016/2017
- 1. Platz Yading Kora Ultra 46 km 2017
- 1. Platz Öland Ultra 51 km 2016/2017/2018
- 1. Platz Swiss Alpine Ultra 78 km 2017[6]
- 1. Platz Maraton Alpina Zegama-Aizkorri 2018[7]
- 1. Platz Swiss Alpine Marathon 43 km 2018
- 3. Platz Ultra-Trail du Mont-Blanc: Courmayeur-Champex-Chamonix (CCC) 101 km 2018
- 1. Platz The Coastal Challenge 236 km, 6 Tage, Costa Rica (Streckenrekord, 2. Platz Gesamt) 2019
- 2. Platz Berglauf- und Trail-Weltmeisterschaften Ultra-Distanz 80 km Thailand 2022
- 5. Platz Black Canyon 100 mi USA 2023

### Skibergsteigen
Nilsson erreichte zahlreiche Topplatzierungen im Skibergsteigen, sowohl in Einzel- als auch in Teamrennen, u. a. zusammen mit Emelie Forsberg. Sie ist im schwedischen Nationalteam.